# クルアン駅
クルアン駅 （クルアンえき、マレー語:Kluang Railway Station） は、マレーシアのジョホール州クルアンにある、マレー鉄道ウエスト・コースト線の駅である。

## 概要
KTMインターシティの全列車が停車する。
シンガポールにあるウッドランズ・トレイン・チェックポイントとの、シャトル・トレイン (Shuttle Tebrau) の折り返し駅でもある。

## 歴史
- 1909年7月1日 - スガマッ駅～ジョホール・バル間の開業。

## 駅構造
島式ホーム1面2線、単式ホーム1面1線をもつ地上駅である。駅舎は東側にあり下りホームに面している。上りホームとは、駅構内の跨線橋で結ばれている。